# Yupik
Gli yupik o yup'ik, sono un popolo indigeno delle coste dell'Alaska occidentale, specialmente nel delta del Yukon-Kuskokwim e lungo il fiume Kuskokwim (yupik dell'Alaska centrale), nell'Alaska meridionale (gli Alutiiq), e nell'Estremo Oriente russo e nell'isola di San Lorenzo dell'Alaska occidentale (yupik siberiani). Sono Eschimesi collegati agli Inuit. Negli Stati Uniti erano circa 24.000 nel 2000.
Gli yupik dell'Alaska centrale sono decisamente il gruppo più popoloso, e quelli residenti nell'isola di Nunivak si chiamano Cup'ig. Coloro che vivono nel villaggio di Chevak vengono chiamati Cup'ik.

## Cultura

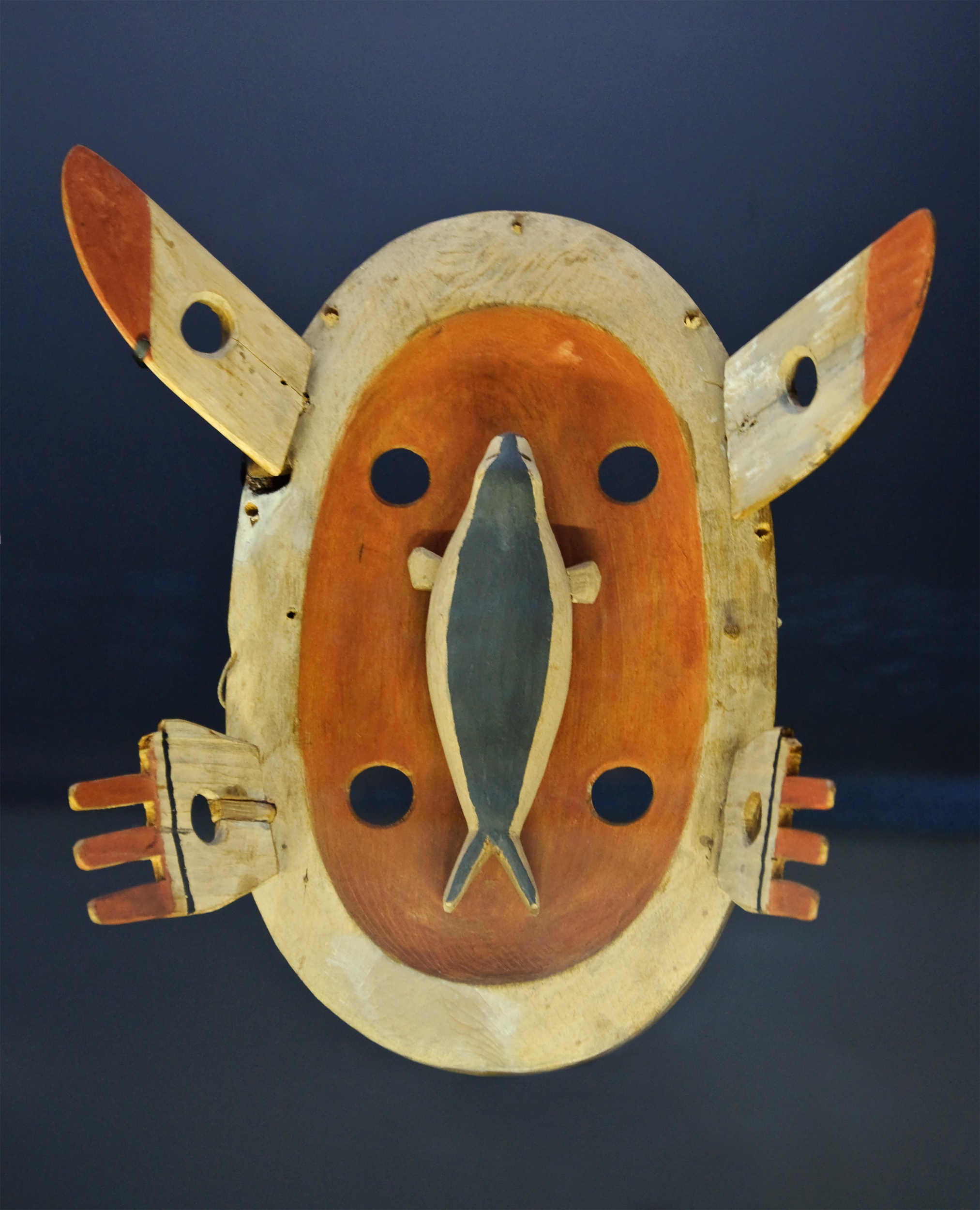
Maschera yup'ik, collezione di Alaska State Museum

Tradizionalmente, le famiglie trascorrono primavera ed estate in un campo di pesca, quindi si riuniscono con gli altri nei villaggi per l'inverno. Molte famiglie ancora raccolgono le risorse tradizionali, specialmente salmone e foca.
La casa comune degli uomini, il qasgiq, era il centro comunitario per cerimonie e feste dove si cantava, danzava e si raccontavano storie. Il qasgiq veniva utilizzato principalmente durante i mesi invernali, perché durante la primavera, estate ed autunno le persone viaggiavano in gruppo seguendo le fonti di sostentamento. Oltre che per le cerimonie e feste, serviva anche come il luogo dove gli uomini insegnavano ai ragazzi le tecniche di sopravvivenza e caccia.
Durante i mesi freddi i ragazzi nel qasqig imparavano anche come si costruiscono utensili e qayaqs (kayak); quest'ultimo è caratterizzato da un rivestimento in pelle, che si aggancia all'abito del passeggero, consentendogli di mantenere la parte inferiore del corpo asciutta, anche in caso di capovolgimento.
Gli attrezzi tradizionali utilizzati per la caccia, quali arpioni, lance, coltelli, ami, sono lavorazioni in metallo, in osso oppure in pietra.
La casa delle donne, o ena, era per tradizione costruita accanto, e in alcuni casi era collegata al qasgiq per via di un tunnel. Le donne insegnavano alle ragazze a cucire, cucinare e tessere. I maschi vivevano con la madre fino all'età di cinque anni, quindi si trasferivano al qasgiq. Ogni inverno, per un periodo dalle tre alle sei settimane, le bambine e i bambini si scambiavano, con gli uomini che insegnavano alle bambine le tecniche di caccia, sopravvivenza, e fabbricazione degli utensili, e le donne che insegnavano ai ragazzi come cucinare e cucire.
Il vestito tradizionale degli yupik è la pelliccia, indossata sia dagli uomini sia dalle donne, che la realizzano esse stesse con molta cura, dotandola di cappuccio anti ghiaccio, maniche e tasche. L'abbigliamento tipico comprende impermeabili di budello di foca e una specie di occhiali di legno per proteggere gli occhi e racchette da neve.
I balli di gruppo degli yupik sono generalmente statici, tutti i movimenti vengono realizzati esclusivamente con la parte superiore del corpo, spesso utilizzando un ventaglio che ricorda i ventagli utilizzati nelle danze Cherokee. Non per questo i loro balli mancano di espressività e ritmo.
Oltre alla danza, apprezzano trascorrere i lunghi mesi invernali rallegrandosi con gare poetiche, con giochi di gruppo e con canti accompagnati dal tamburo, strumento usato anche nelle cerimonie religiose.

## Antropologia
Gli yupik somigliano fisicamente agli abitanti dell'Estremo Oriente. Presentano caratteristiche fisiche modellate per l'ambiente in cui vivono: in genere sono brachicefali, hanno corpi robusti, statura medio-bassa, viso ampio, naso stretto e lungo per agevolare il riscaldamento dell'aria, mandibola larga e fototipo scuro.
La loro dieta è povera di vitamine vegetali e ricca di calorie e di grassi.

## Lingua
Le cinque lingue yupik (collegate all'inuktitut) sono ancora largamente utilizzate, più del 98% degli yupik sono madrelingua.